# Synagogue d'Oujhorod
La synagogue d'Oujhorod est un bâtiment de la ville d'Oujhorod de l'oblast de Transcarpatie situé dans l'ouest de l'Ukraine.
Cette synagogue est inaugurée le 27 juillet 1904. La ville est alors dans la région de Ruthénie de l'Autriche-Hongrie.

## Communauté juive de la ville
En 1930, la communauté juive compte 7 357 personnes, soit un tiers de la population totale de la ville.
En 1938, Oujhorod est annexée par la Hongrie, qui met immédiatement en place une législation anti-juive. Au cours de l'hiver 1939, tous les Juifs de nationalité polonaise ou citoyens tchèques d'origine polonaise sont expulsés vers la Pologne et beaucoup y meurent. Les jeunes sont enrôlés au travail forcé et envoyés sur le front russe pour ne jamais revenir. Lors de Pâques 1944, du 21 au 23 avril, tous les Juifs de la ville et de ses environs (25 000 personnes) sont enfermés dans un ghetto situé en périphérie de la ville (dans une usine de briques et une scierie). Trois semaines plus tard, tous sont déportés vers le camp d'extermination d'Auschwitz.

## Historique
Les architectes sont Gyula Papp et Ferenc Szabolcs, ils imaginent un bâtiment éclatant de style néo-byzantin avec des éléments néo-mauresques. Il s'agit du premier bâtiment en béton de la ville.
Au cours de la Seconde Guerre mondiale, le bâtiment est très endommagé, les troupes allemandes et hongroises utilisent le bâtiment comme écuries. En 1947, l'édifice est transformé en salle de concert car apprécié pour ses qualités acoustiques. Les autorités soviétiques décident de cette reconversion malgré l'opposition des juifs rescapés de la Shoah de retour dans la ville. L'orchestre symphonique régional y est localisé. 
Tous les inscriptions et signes distinctifs juifs ont été effacés du bâtiment à commencer par des tables de la loi remplacées par une lyre. En 2012, une plaque commémorant les 85 000 Juifs de l'oblast de Transcarpatie assassinés durant la Shoah est installée sur la façade. La ville prépare une rénovation du dôme de verre et de ses mosaïques.

## Galerie

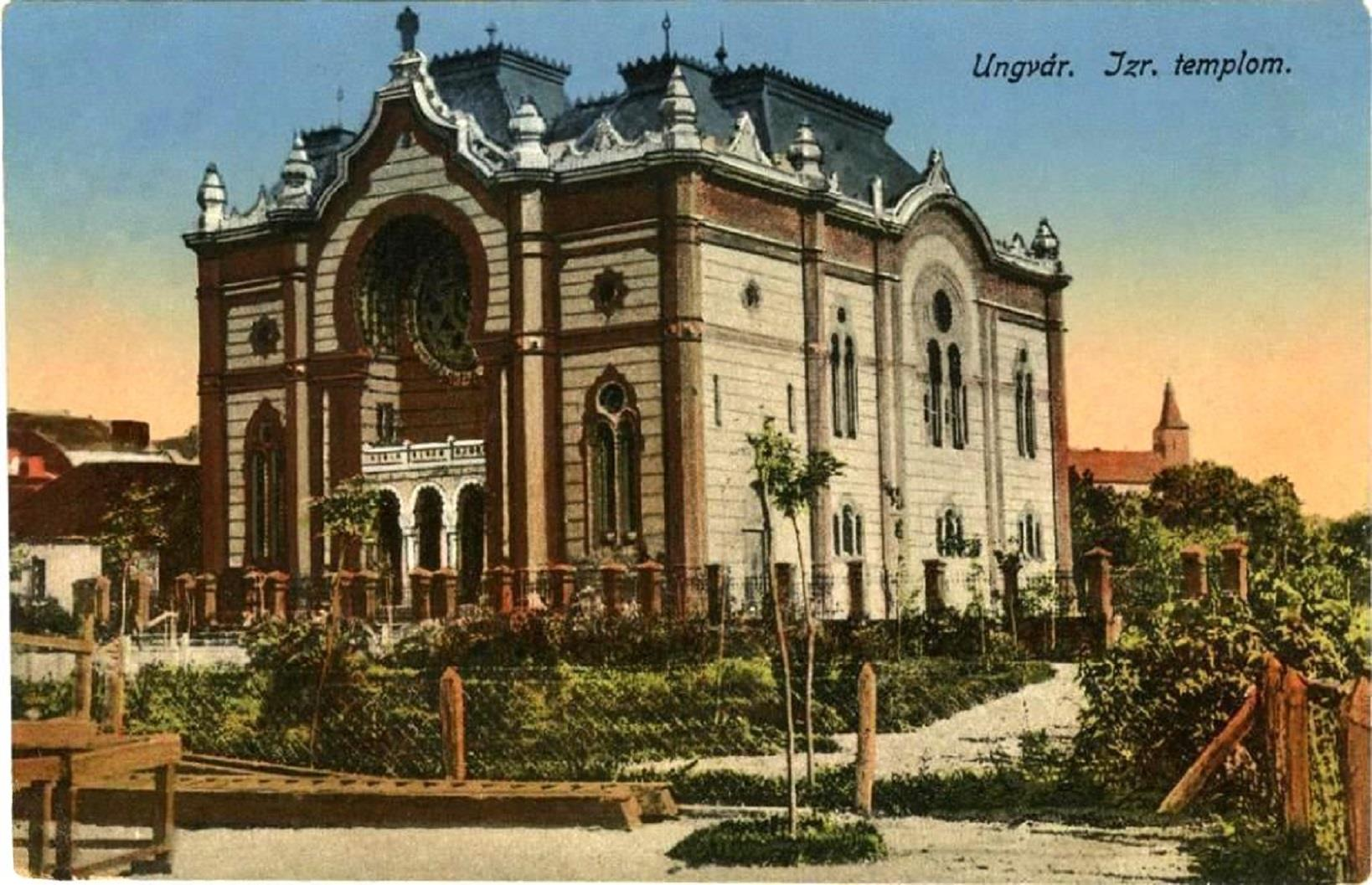
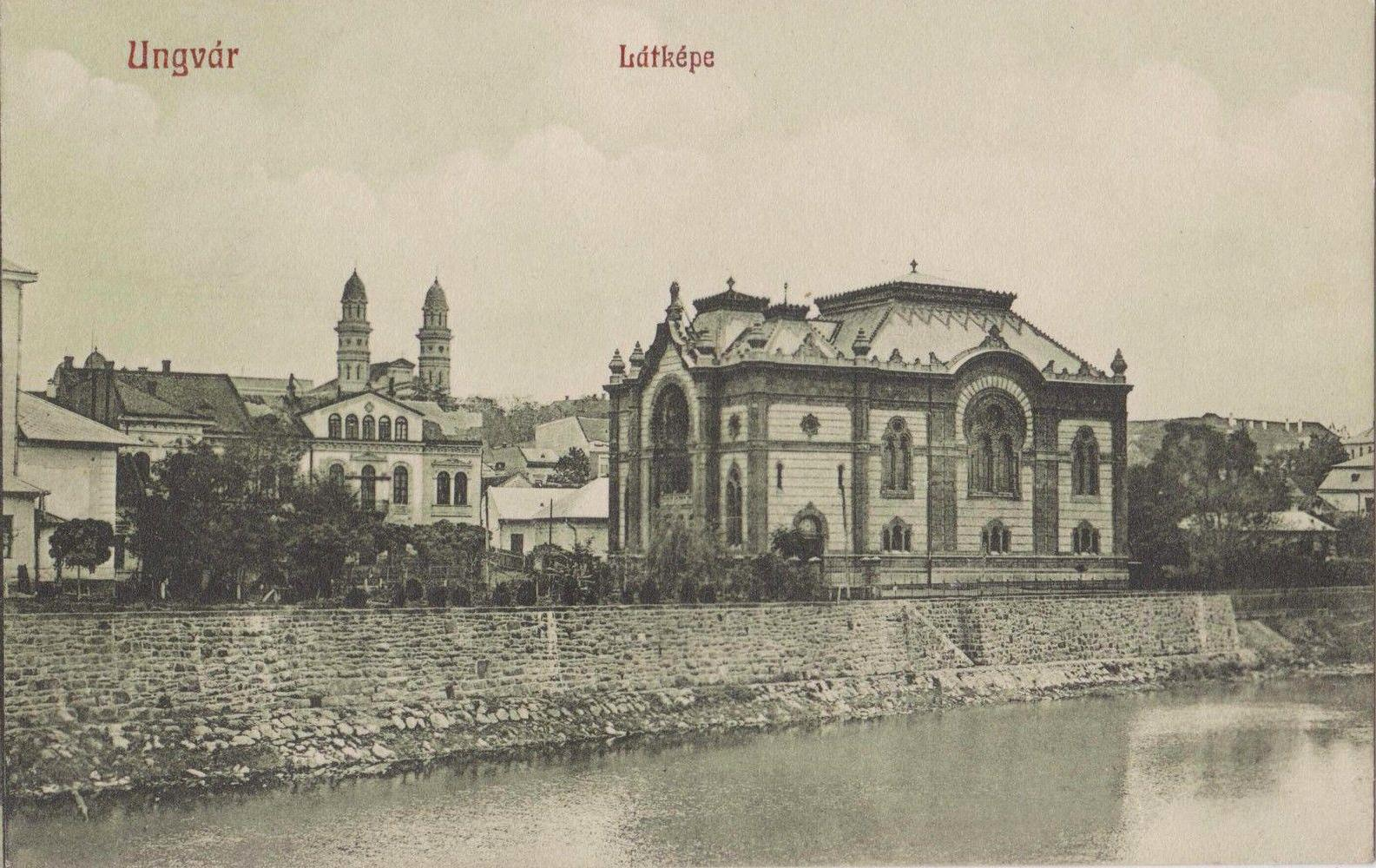
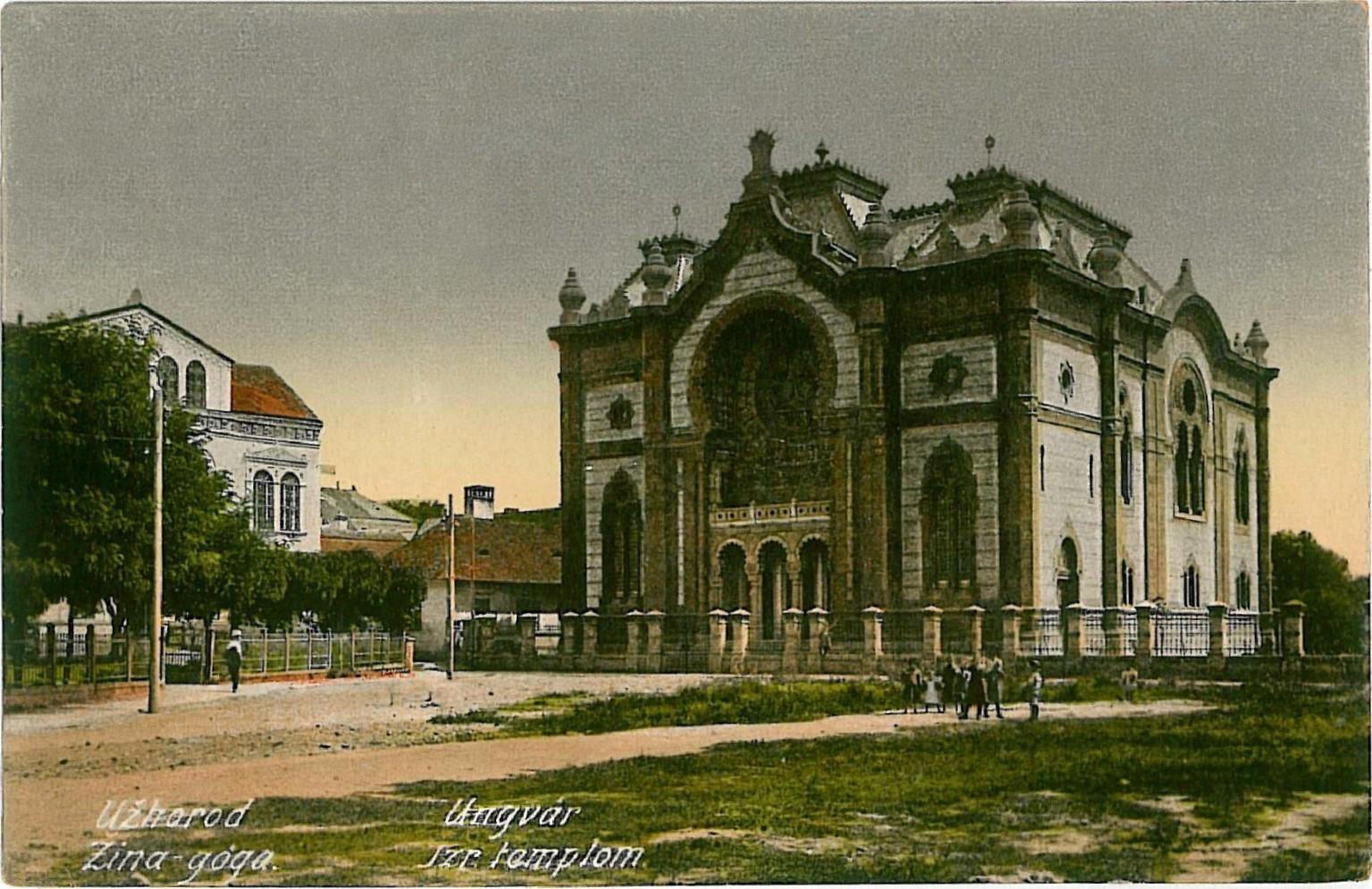
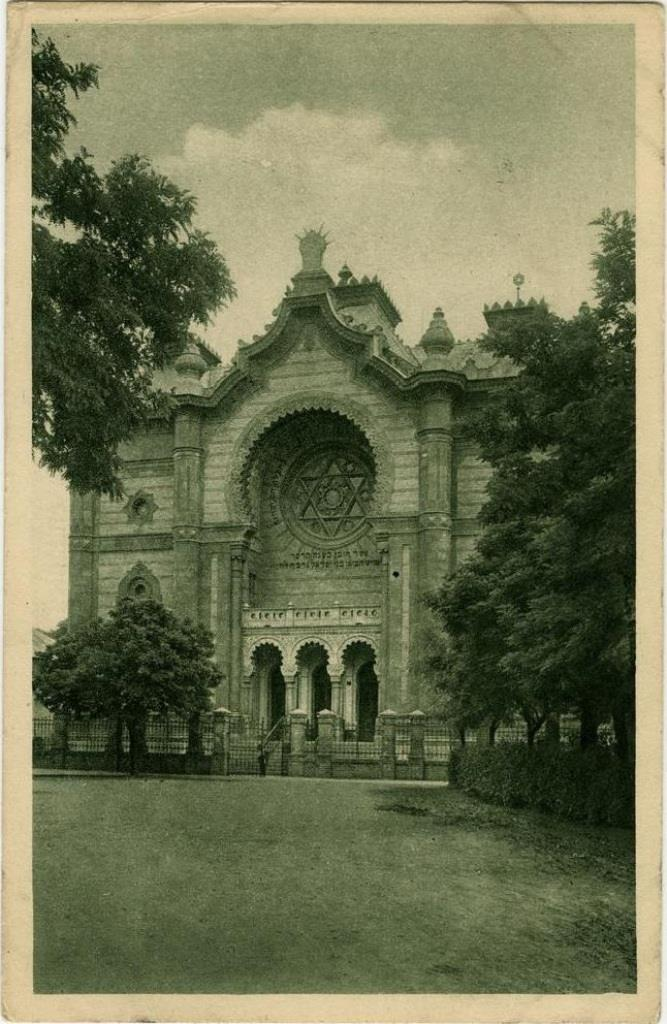
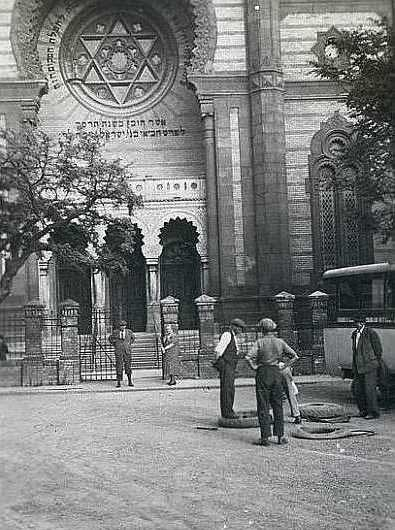
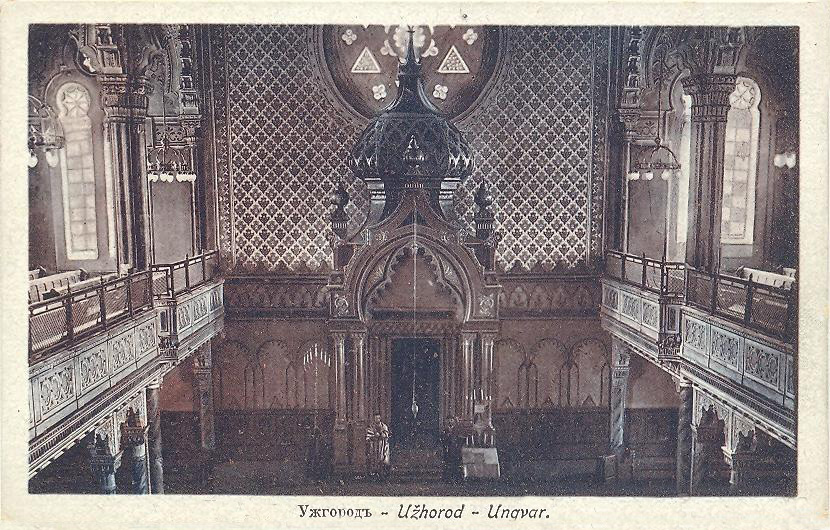
Intérieur de la synagogue dans les années 1920.
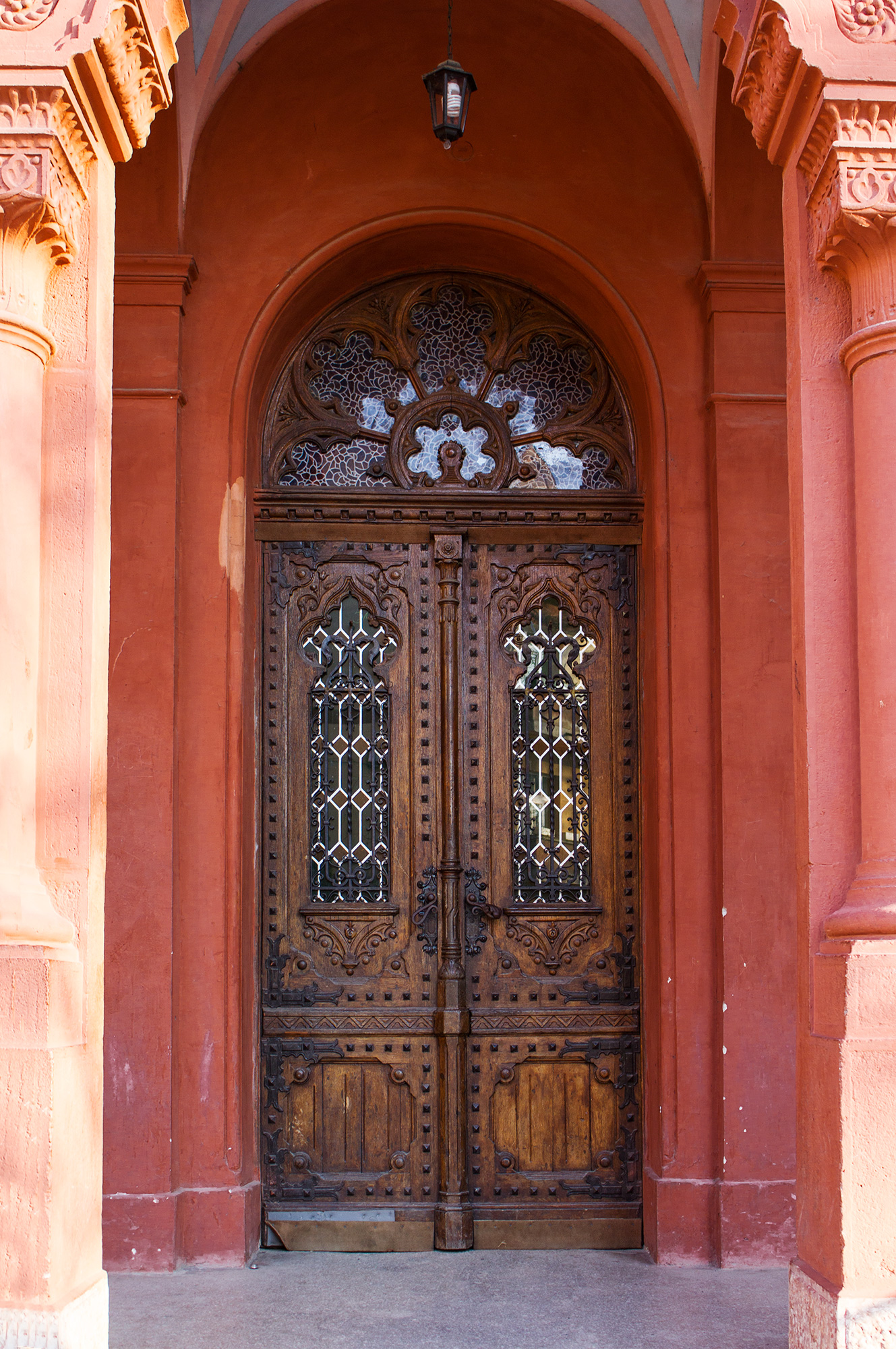